# ブルーノ・ビッテル
ブルーノ・ビッテル、（ドイツ語: Bruno Bitter、1898年10月14日 - 1988年1月21日）は、カトリック教会の神父である。ブルノー・ビッテル、ブルーノ・ビッターなどと表記されることもある。

## 経歴・人物
プロイセン王国キール生まれ。第一次世界大戦に従軍。鉄十字勲章を受章したが、イギリス軍の捕虜となりイギリスで2年間捕虜生活を送った
1920年、イエズス会に入会。のちアメリカ合衆国に渡り、1923年の関東大震災で崩壊した上智大学校舎再建のための募金活動に尽力した。1934年、ドイツ・イエズス会日本布教部代表として日本に赴任した。1936年、上智大学理事に就任。
1945年の日本の降伏直後から1952年まで、駐日ローマ教皇庁代表・バチカン公使代理を務め、連合国軍最高司令官総司令部（GHQ）最高司令官ダグラス・マッカーサーを補佐していたといわれる。
日本では靖国神社解体計画に反対する意見書をGHQに送ったことで知られている。

## 著作
- ブルノービッテル 著, 伊藤保 訳 『神の言葉と共に 日曜日の説教一年集』エンデルレ書店、1958年
- ブルノ・ビッテル 著, 伊藤保 訳 『神の言葉と共に 日曜日の説教一年集 第2巻』エンデルレ書店、1959年
- ブルノー・ビッテル 著, 伊藤保 訳 『神の言葉と共に 日曜日の説教一年集 第3巻』エンデルレ書店、1960年
- ブルノー・ビッテル 著, 伊藤保 訳 『神の言葉と共に 日曜日の説教一年集 第4巻』エンデルレ書店、1962年
- ブルノー・ビッテル 著, 伊藤保 訳 『神の言葉と共に 日曜日の説教一年集 第5巻（神は愛なり）』エンデルレ書店、1963年
- ブルノー・ビッテル 著, 伊藤保 訳 『神の言葉と共に 日曜日の説教一年集 第6巻 (キリストのたとえ)』エンデルレ書店、1965年
- ブルノー・ビッテル 著, 伊藤保 訳 『神の言葉と共に 日曜日の説教一年集 第7巻  (ごミサと私)』エンデルレ書店、1967年
- B.ビッテル 述, 朝日ソノラマ編集部 編『マッカーサーの涙 ブルノー・ビッテル神父にきく』朝日ソノラマ、1973年8月